# Paweł Woicki

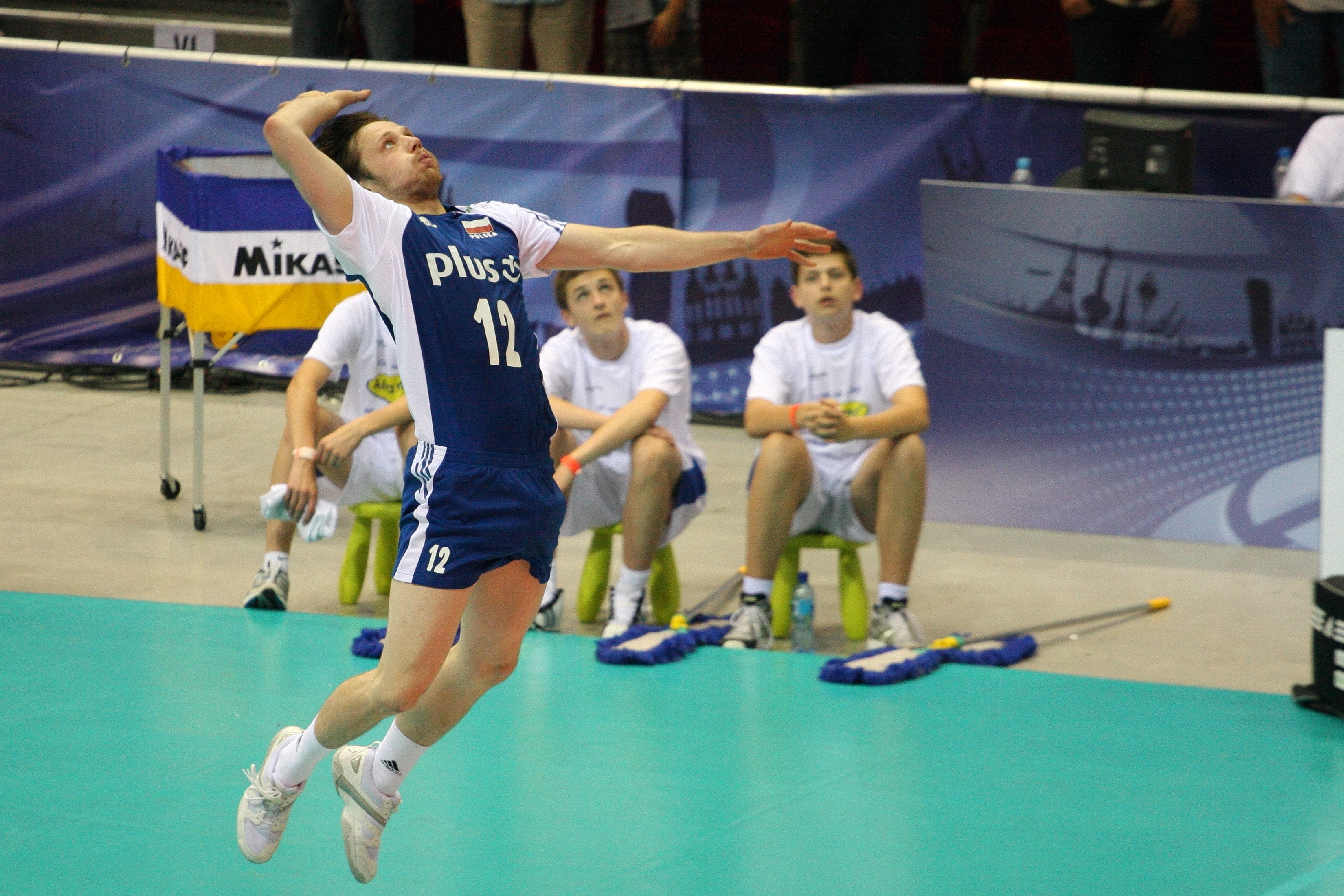
Paweł Woicki podczas wykonywaniu zagrywki w turnieju finałowym Ligi Światowej 2011

Paweł Mateusz Woicki (ur. 29 czerwca 1983 w Tomaszowie Mazowieckim) – polski siatkarz i trener tej dyscypliny, reprezentant kraju, grający na pozycji rozgrywającego.
12 lipca 2008 zawarł związek małżeński z Joanną Felkel, obecnie Woicką. Mają syna Mateusza (ur. 2009). 14 września 2009 za wybitne osiągnięcia sportowe, Prezydent RP Lech Kaczyński nadał mu Krzyż Kawalerski Orderu Odrodzenia Polski. Dekoracji w imieniu Prezydenta RP dokonał dzień później Prezes Rady Ministrów Donald Tusk.
W latach 2002–2022 występował w klubach polskiej ekstraklasy, z którymi wywalczył sześć medali mistrzostw Polski oraz trzy Puchary Polski. Z reprezentacją Polski zdobył złoty medal mistrzostw Europy 2009, a także brązowy medal Ligi Światowej (2011). Karierę siatkarską zakończył w klubie Cerrad Enea Czarni Radom w listopadzie 2022, zostając trenerem tej drużyny.

## Sukcesy
| Klub/Reprezentacja     | Osiągnięcie                 | Trofeum        | Rok             |
| Siatkarz               |                             |                |                 |
| Polska (juniorzy)      | Mistrzostwa Świata Juniorów | złoto          | 2003            |
| AZS Częstochowa        | Mistrzostwa Polski          | srebro · brąz  | 2008 2004, 2005 |
| AZS Częstochowa        | Puchar Polski               | złoto          | 2008            |
| Asseco Resovia Rzeszów | Mistrzostwa Polski          | srebro         | 2009            |
| Polska                 | Mistrzostwa Europy          | złoto          | 2009            |
| Polska                 | Liga Światowa               | brąz           | 2011            |
| PGE Skra Bełchatów     | Klubowe Mistrzostwa Świata  | srebro · brąz  | 2010 2012       |
| PGE Skra Bełchatów     | Puchar Polski               | złoto          | 2011, 2012      |
| PGE Skra Bełchatów     | Mistrzostwa Polski          | złoto · srebro | 2011 2012       |
| PGE Skra Bełchatów     | Liga Mistrzów               | srebro         | 2012            |
| PGE Skra Bełchatów     | Superpuchar Polski          | złoto          | 2012            |
| Trener                 |                             |                |                 |
| Polska                 | Letnia Uniwersjada          | srebro         | 2019            |

## Nagrody indywidualne
- 2008: Najlepszy rozgrywający Pucharu Polski
- 2008: Najlepszy rozgrywający Memoriału Huberta Jerzego Wagnera
- 2017: MVP XII Memoriału Zdzisława Ambroziaka

## Statystyki zawodnika
| Impreza                                | Punkty z ataku | Punkty z bloku | Asy serwisowe | Suma |
| Liga Światowa 2008                     | 5              | 2              | 3             | 10   |
| Igrzyska Olimpijskie 2008              |                |                | 1             | 1    |
| Liga Światowa 2009                     |                | 2              |               | 2    |
| Kwalifikacje do Mistrzostw Świata 2010 |                |                | 2             | 2    |
| Puchar Wielkich Mistrzów 2009          |                | 1              | 1             | 2    |
| Liga Światowa 2011                     |                |                | 1             | 1    |